# Дымков, Николай Петрович
Николай Петрович Дымков — советский хозяйственный и государственный деятель, Герой Социалистического Труда.

## Биография
Родился в 1929 году в селе Сумароково. Член КПСС.
В 1952—1953 — ученик слесаря, слесарь-котельшик Пензенского завода химического машиностроения.
В 1953—1956 — слесарь-инструментальщик Пензенского завода химического машиностроения Министерства химического и нефтяного машиностроения СССР.
Указом Президиума Верховного Совета СССР от 25 июня 1966 года присвоено звание Героя Социалистического Труда с вручением ордена Ленина и золотой медали «Серп и Молот».
Делегат XXIV съезда КПСС.
Почетный гражданин Пензы.
Умер в 1992 году в Пензе.

## Награды и звания
- Герой Социалистического Труда (28.05.1966)
- Орден Ленина (28.05.1966)